# Campeonato salvadoreño 1973
El Campeonato salvadoreño 1973 fue la vigésima tercera edición de la Primera División de El Salvador. El campeón fue el Juventud Olímpica, consiguiendo su segundo título.

## Formato de competición

### Fase regular
Los diez clubes disputan el campeonato bajo un sistema de todos contra todos, a dos vueltas. La ubicación en la tablas, está sujeta a las siguientes condiciones:
- Por juego ganado se obtendrán dos puntos.
- Por juego empatado se obtendrá un punto.
- Por juego perdido no se otorgan puntos.

El orden de los clubes al final de la fase corresponderá a la suma de los puntos obtenidos por cada uno de ellos.
El descenso a Segunda División corresponde al equipo que acumule la menor cantidad de puntos, y que por ende finalice en el último lugar de la clasificación. Si al finalizar las 18 jornadas, dos o más clubes estuviesen empatados en puntos, su posición en la tabla será determinada atendiendo a los siguientes criterios de desempate:
1. Mejor diferencia entre los goles anotados y recibidos.
2. Mayor número de goles anotados.

### Fase final
Los primeros seis lugares clasifican a una hexagonal, donde el campeón es el club que obtenga la mayor cantidad de puntos, y por ende se ubique en el primer lugar.

## Ascensos y descensos
| Ascendido de la Segunda División 1972 |
| ------------------------------------- |
| Luis Ángel Firpo                      |

| Descendido en el Campeonato salvadoreño 1972 |
| -------------------------------------------- |
| Adler                                        |

## Equipos participantes
| Club              | Ciudad             | Departamento |
| ----------------- | ------------------ | ------------ |
| Águila            | San Miguel         | San Miguel   |
| Alianza           | San Salvador       | San Salvador |
| Atlético Marte    | San Salvador       | San Salvador |
| Excélsior         | Santa Ana          | Santa Ana    |
| FAS               | Santa Ana          | Santa Ana    |
| Juventud Olímpica | Acajutla           | Sonsonate    |
| Luis Ángel Firpo  | Usulután           | Usulután     |
| Municipal Limeño  | Santa Rosa de Lima | La Unión     |
| Sonsonate         | Sonsonate          | Sonsonate    |
| Universidad       | San Salvador       | San Salvador |

## Fase regular
| Pos. | Equipo            | Pts. | PJ | G | E | P | GF | GC | Dif. | Clasificación                     |
| ---- | ----------------- | ---- | -- | - | - | - | -- | -- | ---- | --------------------------------- |
| 1    | Águila            | 25   | 18 | 8 | 9 | 1 | 27 | 12 | +15  | Hexagonal y Copa Fraternidad 1974 |
| 2    | Atlético Marte    | 24   | 18 | 8 | 8 | 2 | 19 | 12 | +7   | Hexagonal                         |
| 3    | Juventud Olímpica | 22   | 18 | 8 | 6 | 4 | 26 | 17 | +9   | Hexagonal                         |
| 4    | FAS               | 19   | 18 | 7 | 5 | 6 | 22 | 17 | +5   | Hexagonal                         |
| 5    | Universidad       | 19   | 18 | 7 | 5 | 6 | 17 | 16 | +1   | Hexagonal                         |
| 6    | Alianza           | 18   | 18 | 7 | 4 | 7 | 17 | 22 | −5   | Hexagonal                         |
| 7    | Luis Ángel Firpo  | 15   | 18 | 5 | 5 | 8 | 22 | 27 | −5   |                                   |
| 8    | Sonsonate         | 14   | 18 | 5 | 4 | 9 | 21 | 29 | −8   |                                   |
| 9    | Municipal Limeño  | 12   | 18 | 3 | 6 | 9 | 15 | 23 | −8   |                                   |
| 10   | Excélsior         | 12   | 18 | 3 | 6 | 9 | 14 | 25 | −11  | Descenso de categoría             |

 Fuente: RSSSF

## Fase final
| Pos. | Equipo                | Pts. | PJ | G | E | P | GF | GC | Dif. | Clasificación                                  |
| ---- | --------------------- | ---- | -- | - | - | - | -- | -- | ---- | ---------------------------------------------- |
| 1    | Juventud Olímpica (C) | 15   | 10 | 5 | 5 | 0 | 14 | 6  | +8   | Copa de Campeones 1974                         |
| 2    | Alianza               | 12   | 10 | 4 | 4 | 2 | 17 | 12 | +5   | Copa de Campeones 1974 y Copa Fraternidad 1974 |
| 3    | FAS                   | 12   | 10 | 4 | 4 | 2 | 15 | 12 | +3   |                                                |
| 4    | Atlético Marte        | 9    | 10 | 3 | 3 | 4 | 13 | 12 | +1   |                                                |
| 5    | Águila                | 9    | 10 | 3 | 3 | 4 | 12 | 18 | −6   |                                                |
| 6    | Universidad           | 3    | 10 | 0 | 3 | 7 | 5  | 16 | −11  |                                                |

 Fuente: RSSSF
| Campeón                     |
| Juventud Olímpica 2° Título |